# Роща сосны обыкновенной
Роща сосны обыкновенной — действующий памятник природы, расположенный Ножай-Юртовском районе Чечни. Памятник расположен на юго-восточной части хребта Планивук на территории Ножай-Юртовского лесничества и состоит из двух участков площадью 2 и 0,5 га. Участок в 2 га заложен в 1964 году. Средняя высота деревьев составляет 15 м, диаметр 24 см. Участок площадью 0,5 га заложен в 1974 году. Деревья на этом участке имеют среднюю высоту 10 м, диаметр 16-24 см. Деревья хорошо развиты и ухожены.
Имеет статус особо охраняемой природной территории республиканского значения.